# Antonio Cavallerino
Antonio Cavallerino (Modena, 1546 circa – Modena, 1598) è stato un drammaturgo italiano.
Soggiornò a lungo presso la corte del duca di Savoia, anche se tornò in patria in una data incerta, dato che morì a Modena alla corte d'Este. Di numerose opere che produsse non resta traccia, sebbene se ne conoscano i titoli di almeno una ventina; solo quattro tragedie, pubblicate a Modena, si sono conservate: Rosimonda (1579), Il conte di Modena (1575), Telefonte (1582) e Ino (1584).